# クロスエア498便墜落事故
クロスエア498便墜落事故とは、2000年1月10日にチューリッヒ国際空港を離陸したばかりのクロスエア498便がパイロットエラーにより墜落した航空事故である。この事故により、乗員3人と乗客7人の10人全員が犠牲となった。事故原因として機長がサーブ340の姿勢指示器の読み取りを誤ったことが挙げられた。

## 航空機と乗務員
- 機体：サーブ 340B、機体記号:HB-AKK
- 機長：41歳・モルドバ人男性
- 副操縦士：35歳・スロバキア人男性
- 客室乗務員：1名（フランス人）
- 乗客：7名（ドイツ人4名、フランス人、スイス人、スペイン人各1名）

## 概要
クロスエア498便（乗員3人・乗客7人）はチューリッヒ空港を出発してドレスデン空港に向かう便で、離陸から数分後に機体が回復不能なまでに右に大きく傾き、そのまま墜落した。乗員・乗客10人全員が死亡した。

## 事故の要因
498便に使用された機体には、フラップの複数回の故障記録があったが、それらは無関係だとされた。また、エンジンについては最後まで動いていたことからエンジントラブルに起因する事故ではないことが明らかになった。
旧ソ連（東ヨーロッパ）と西ヨーロッパでは、姿勢指示器(ADI) の表示が異なっていた旧東側諸国が西側の飛行機を購入したところ、螺旋降下して墜落する事故が15件も起こっていた。機長は事故機の計器類に混乱したと推測された。また、機長の遺留品から鎮静剤フェナゼパムが見つかり、搭乗前に彼がそれを服用していたことが判明したが、それは機長を大きく混乱させるほどのものではなかったとされている。CVRの音声の聴き取りに事故機の機長を知る同僚のパイロットを同席させたところ、「抑揚には問題がなく、普段の彼（機長）とあまり変わりがなかった」と同僚は証言している。
航空管制官の言い方にも問題があった。左旋回すべきところを右旋回している時に、「確認ですが、左旋回です」と言ったが、これは不明瞭でわかりにくい。「左旋回してください」や「右に曲がっています」と言うべきであった。
他に、旧ソ連との操縦方法の違いがあった。西ヨーロッパは離陸後すぐに自動操縦に切り替えることが多いが、旧ソ連はできるだけ手動操縦をしていた。パイロットが、コックピットの仕様の違いに戸惑ったために、機体は左旋回するべき所を右旋回した。言語の壁もあって、副操縦士は機長に誤って右旋回していることを英語で明確に伝えられず、機長は管制官の言葉で機体が左に傾いていると思い込み、修正しようとさらに機体を右に傾け、ついには墜落に至った。
クロスエアは、1980年代以降急成長を遂げ、増便する必要性に迫られたものの人手が足りなかった。その後、パイロットに英語の試験が導入されるようになった。また、クロスエアの人手不足は498便の事故から1年10か月後に発生するクロスエア3597便墜落事故の遠因にもなった。

## この事故を扱った番組
- メーデー!:航空機事故の真実と真相 第11シーズン第3話 「Lost In Translation」